# Вільшинський Богдан Васильович
Богдан Васильович Вільшинський (Псевдо «Орел», «Яструб» (12 жовтня 1910, м. Сколе, Львівська область — 22 грудня 1944, с. Юшківці, Жидачівський район, Львівська область) — командир сотні УПА, командир УНС Дрогобицької області, командир ВО-5 «Маківка». Лицар Золотого Хреста бойової заслуги.

## Життєпис
Народився 12 жовтня 1910 року в місті Сколе на Львівщині.
Навчався у Стрийській гімназії, а згодом у Ярославській архітектурній школі.
Член ОУН з 1930 року. Неодноразово заарештовувався польською поліцією.
З липня 1942 по січень 1944 військовий референт Дрогобицької області. Організатор разом із Лукою Павлишиним перших сотень Української Народної Самооборони у 1943 році.  Згодом обіймав посади командира УНС Дрогобицької області та командира Воєнної Округи УПА «Маківка».
Героїчно загинув 22 грудня 1944 року в лісі поблизу сіл Юшківці та Дев'ятники тепер Жидачівського району Львівської області, коли його група з 9 чоловік (Йосип Позичанюк, Костянтин Цмоць, І.Капало та ін.), яка йшла на зустріч з Романом Шухевичем, натрапила на облаву загону НКВС, що налічував близько 300 чекістів. Всі загиблі поховані у братській могилі на Юшківецькому кладовищі.
Лишу у 2017 р. стало відомо, що Богдан Вільшинський був нагороджений Золотим Хрестом бойової заслуги.